# Vanddamp
 Der er for få eller ingen kildehenvisninger i denne artikel, hvilket er et problem. Du kan hjælpe ved at angive troværdige kilder til de påstande, som fremføres i artiklen.

Damp er vand i gasform. Damp består af mange fritsvævende vandmolekyler H2O, som vibrerer kraftigt. Det er hydrogenatomerne, som vibrerer op og ned i forhold til oxygenet. Samtidigt drejer vandmolekylet om sine egne akser.
Damp er en farveløs gas (helt usynlig), men ordet bruges udenfor fagkredse også (ukorrekt) om fx de vanddråber, der ses, når vanddampen fortættes over en kedeltud eller i skyerne.
Ved normalt tryk på 1,013 bar koger vand ved 100°C. Et kg vand bliver til 1,7003 m³ vanddamp. Fordampningen af et kg vand ved 100°C kræver en energitilførsel på  2.257 kJ.
Vanddamp er en drivhusgas. En del af Jordens atmosfære består af vanddamp. Ved 30 °C og 1 bar indeholder mættet luft 2,6% vanddamp, mindre ved lavere temperatur, mere ved højere temperatur. Atmosfærens vanddamp er den mest effektive drivhusgas[kilde mangler] og skyld i, at Jordens gennemsnitstemperatur er 15 °C[kilde mangler] og at livet dermed er muligt på Jorden. Uden drivhuseffekten ville Jordens gennemsnitstemperatur ligge betydeligt lavere på omkring -18 °C.[kilde mangler]